# Station Bremervörde
Station Bremervörde (Bahnhof Bremervörde) is een spoorwegstation in de Duitse plaats Bremervörde, in de deelstaat Nedersaksen. Het station ligt aan de spoorlijn Bremerhaven-Wulsdorf - Buchholz, welke dagelijks door reizigers wordt gebruikt. Tevens ligt Bremervörde aan spoorlijnen naar Osterholz-Scharmbeck en Hannover, deze lijnen zijn buiten dienst en worden sporadisch gebruikt. Het station telt drie perronsporen, waarvan twee aan een eilandperron.
Op het station stoppen alleen treinen van de EVB. Het station is niet in beheer bij DB Station&Service AG, maar in beheer bij de EVB. Hierdoor is het station niet gecategoriseerd. 

## Treinverbindingen
De volgende treinserie doet station Bremervörde aan:
| Serie | Treinsoort         | Route                                                                   | Bijzonderheden |
| ----- | ------------------ | ----------------------------------------------------------------------- | -------------- |
| RB 33 | Regionalbahn (EVB) | Buxtehude – Bremervörde – Bremerhaven Hbf – Bremerhaven-Lehe – Cuxhaven |                |

Op het station stoppen tijdens de zomer ook treinen onder de noemer Moorexpress. Deze treinen rijden met historisch materieel van Bremen Hbf via Osterholz-Scharmbeck en Bremervörde naar Stade.